# ショーン・デイヴィス (1993年生のサッカー選手)
ショーン・デイヴィス（Sean Davis、1993年2月8日 - ）は、アメリカ合衆国のプロサッカー選手。ポジションはMF。メジャーリーグサッカー・ナッシュビルSC所属。

## 経歴

### クラブ
2014年12月、かつてユース時代を過ごしたニューヨーク・レッドブルズと、クラブ史上9人目のホームグロウンプレーヤー契約を結んだ。
2015年4月4日、USLに所属するリザーブチームの試合に出場しプロデビュー。4月17日にはトップチームのサンノゼ・アースクエイクス戦に出場しMLSデビューを飾った。2015年6月、USオープンカップのアトランタ・シルバーバックス戦でプロ初ゴールを決めた。
2022年1月4日、ナッシュビルSCに3年契約で移籍した。

### 代表
U-15からU-18のアメリカ合衆国代表でプレーした。